# Центр циклона
«Центр циклона» — концертный альбом группы «Аквариум». Назван по одноимённой песне «Аквариума». Представляет собой запись концертов весны 1995 года, в частности концерта в БКЗ «Октябрьский» 31 марта 1995 («Гарсон № 2», «Фикус религиозный», «Таможенный блюз», «Голубой огонёк», «Мается», «Стерегущий баржу» и «Не пей вина, Гертруда»).

## Участники записи
- Борис Гребенщиков — голос, гитара
- Олег Сакмаров — флейта, клавишные
- Александр Титов — бас
- Алексей Зубарев — электрическая гитара, соло-гитара
- Сергей Щураков — аккордеон
- Андрей Вихарев — перкуссия
- Андрей Суротдинов — скрипка

+
- Anthony Thistlethwaite — губная гармоника

## Список композиций

### CD1
1. Навигатор (6:04)
2. Таможенный блюз (4:02)
3. Голубой огонёк (2:34)
4. Мается (6:27)
5. Три сестры (4:36)
6. Стерегущий баржу (2:57)
7. Гарсон № 2 (3:57)
8. Самый быстрый самолёт (2:55)
9. Фикус религиозный (4:07)
10. Центр циклона (3:35)

### CD2
1. Дерево (3:17)
2. Она может двигать собой (4:23)
3. Звёздочка (3:41)
4. Партизаны полной луны (4:16)
5. Бурлак (4:43)
6. Возьми меня к реке (5:30)
7. Лётчик (5:35)
8. Катя-Катерина (4:38)
9. Не пей вина, Гертруда (4:36)

## Дополнительные факты
- Все песни, вошедшие в этот концертный альбом, были изданы на различных альбомах «Аквариума» и БГ:
  - «Навигатор», «Таможенный блюз», «Голубой огонёк», «Мается», «Три сестры», «Стерегущий баржу», «Гарсон № 2», «Самый быстрый самолёт» и «Фикус религиозный» — «Навигатор» (туда же можно включить и песню «Катя-Катерина», как бонус-трек).
  - «Центр циклона» — «Снежный лев».
  - «Дерево» и «Партизаны полной луны» — «Равноденствие».
  - «Она может двигать собой» — «Дети декабря».
  - «Звёздочка» и «Не пей вина, Гертруда» — «Кострома mon amour».
  - «Бурлак» — «Русский альбом».
  - «Возьми меня к реке (Искусство быть смирным)» — «Радио Африка».
  - «Лётчик» — «Любимые песни Рамзеса IV».